# 香坂まや
香坂 まや（こうさか まや、1997年8月25日 - ）は、日本のタレント。
愛知県出身。Production-I所属。元アテナ音楽出版所属。

## 人物
家族で東京へ行ったときにスカウトされて芸能界入り。
2010年8月、『週刊ヤングジャンプ』『週刊プレイボーイ』共同主催のオーディション「グラビアJAPAN2010」ファイナリストに選出。
2011年9月から同事務所のタレントたちとライブ会場「アキバオンステージ」を拠点にライブアイドルとして活動開始。2012年2月9日、会場の正式オープンとともに高岡未來とガールズ・ユニット「AOS」を結成、初ステージを飾る。以後、同ユニットは「危ない女の子シスターズ」に改名して精力的にライブ活動を行っていた。
2015年8月19日に「危ない女の子シスターズ」の公式twitterで、事務所の退所と芸能活動停止が発表された
特技は一輪車、ピアノ。兄弟に姉（2歳上）と双子の兄がいる。

## 出演

### TV
- エーゲ海の美少女ドン! 第3,4回（2010年7月、エンタ!371）

## 作品

### DVD
- はじめまして♪香坂まやです。（2010年9月3日、渋谷ミュージック）
- 本編では見られない 未公開映像 はじめまして♪香坂まやです。（2010年9月6日、渋谷ミュージック）
- まやと一緒に赤い自転車にのってどこまでも（2010年12月17日、渋谷ミュージック）
- 僕の、愛しの、まやちゃん!（2011年3月11日、渋谷ミュージック）
- 本編では見られない 未公開映像 ケイオン！ （2011年3月18日、渋谷ミュージック）
- 制服と沖縄の海で…（2011年6月10日、渋谷ミュージック）
- 制服と沖縄とまや（2011年11月4日、渋谷ミュージック）
- ＠クレープ 全部ツインテール（2012年3月3日、渋谷ミュージック）
- 伊豆からびゅ〜っと沖縄へ♪（2012年5月3日、渋谷ミュージック）
- 香坂まや 総集編Z+未公開シーン（2013年3月9日、渋谷ミュージック）
- 全部スクール水着（2013年7月6日、アテナ音楽出版）三花愛良、芹沢南、ひなた、宮沢春香、水波メイカ、桜木ひな、安藤穂乃果、神道美花、加護乃みなとの共演
- 美少女 高校生 香坂まや 学校なう!（2013年8月23日、オリガミ）三花愛良、大谷彩夏、木乃下のの、森谷まりん、水波メイカ、末永みゆ、大橋優花、高岡未來、加藤育実、芹沢南、瀬戸あいりとの共演
- 全部紐ビキニ（2013年9月7日、アテナ音楽出版）
- 写真集 美少女 高校生 香坂まや 学校なう!（2014年5月28日、オリガミ）
- プールなう（2014年5月31日、オリガミ）
- 制服なう 全部白水着（2014年10月23日、オリガミ）
- 写真集 アイロボ（2014年3月23日、オリガミ）

オムニバス作品
- 東京どっかん vol2（2011年11月18日、エンジェル）佐々木みゆう・芹沢南・高岡未來・水野舞との共演
- 2人の告白物語（2012年4月7日、アテナ音楽出版）桜木ひなとの共演

### CD
- Happy☆ぐっぴ〜 香坂まや ver.（2012年1月、アテナ音楽出版）[6]